# M234
Пусковая установка M234  является насадкой на автоматическую винтовку M16. Она устанавливается на переднюю часть автомата и стреляет кинетическими снарядами M734 64 мм или снарядами M742 64 mm. Оружие не работоспособно при температуре ниже −7 °C (20 °F). Армией США более не используется.